# Listă de râuri din Europa
Aceasta este o listă a fluviilor și râurilor din Europa după locul de vărsare.

## Oceanul Arctic(Marea BarentsșiMarea Albă)
În această secțiune, râurile sunt indicate de la est (Novaia Zemlia) spre vest (Capul Nord).
În Rusia:
- Peciora, la nord-est de Narian-Mar
  - Usa, la vest de Usinsk
    - Kolva, lângă Usinsk
- Mezen, lângă Mezen
- Dvina de Nord, la Severodvinsk
  - Pinega, la Ust-Pinega
  - Iomtsa, lângă Bolshaia Gora
  - Vaga, lângă Bereznik
  - Uftiuga, lângă Krasnoborsk
    - Vișera

  - Iug, la Veliki Ustiug
  - Suhona, la Veliki Ustiug
- Onega, la Onega
- Tuloma, la sud de Murmansk

În Norvegia:
- Pasvikelva (în estul comitatului Finnmark, la granița cu Rusia)
- Neidenelva (în fiordul Bøkfjorden lângă Kirkenes)
- Tana (în fiordul Tanafjord în nord-estul comitatului Finnmark)
- Lakselva (în Porsanger, la Lakselv)

## Oceanul Atlantic

### Islanda
- Blanda (pe coasta de nord)
- Jökulsá (pe coasta de nord)
- Jökulsá á Fjöllum (pe coasta de nord)
- Thjórsá (pe coasta de sud)

### Marea Britanie
În Anglia
- Tamisa/Thames, lângă Southend-on-Sea
  - Medway, lângă Sheerness
- Great Ouse, la King's Lynn
- Nene, lângă King's Lynn
- Humber, lângă Cleethorpes
  - Trent, lângă Scunthorpe
  - Ouse, lângă Scunthorpe
    - Aire, la Goole
- Tees , lângă Middlesbrough
- Tyne, la South Shields
  - North Tyne, la Acomb
  - South Tyne, la Acomb
- Tweed, la Berwick-upon-Tweed - Scoția, Anglia

În Scoția
- Tyne, lângă Dunbar
- Tay, lângă Dundee
- Dee, la Aberdeen
- Don, la Aberdeen
- Ythan, la Newburgh, Aberdeenshire
- Spey, lângă Elgin
- Clyde , lângă Glasgow
- Dee (Galloway), la Kirkcudbright

În Anglia:
- Eden, lângă Carlisle
- Ribble, la Lytham St Annes
- Mersey, lângă Liverpool

În Țara Galilor:
- Dee (Țara Galilor), la Flint - Țara Galilor, Anglia

În Anglia:
- Severn, lângă Bristol - Țara Galilor, Anglia
  - Wye, lângă Chepstow
    - Trothy, lângă Monmouth
    - Monnow, la Monmouth

  - Avon, la Tewkesbury
- Fal, la Falmouth
- Fowey, la Fowey
- Tamar , lângă Plymouth
  - Tavy , lângă Plymouth
- Dart, la Dartmouth
- Teign, la Teignmouth
- Exe, la Exmouth
- Frome, lângă Bournemouth
- Stour (Dorset), la Christchurch
- Avon (Hampshire), la Christchurch
  - Bourne, la Salisbury
- Test, lângă Southampton
- Itchen, la Southampton
- Arun, la Littlehampton
- Adur, la Shoreham-by-Sea
- Ouse (Sussex), la Newhaven
- Stour (Kent), lângă Ramsgate

### Irlanda
În Irlanda de Nord:
- Foyle, la Derry
  - Deele
  - Finn, Republica Irlanda, Irlanda de Nord
    - Reelan

  - Mourne
    - Dergie
- Bann (la Coleraine) 
  - Main
  - Blackwater
- Dun
- Bush
- Lagan
  - Farset
- Quoile
- Newry, la Warrenpoint

În Republica Irlanda:
- Fane
- Boyne, la Drogheda
  - Blackwater
- Tolka
- Liffey, la Dublin
  - Dodder
  - Camac
- Dargle
- Avoca, la Arklow
  - Râul Avonmore
  - Râul Avonbeg
- Slaney, la Wexford
  - Râul Bann, Wicklow
- Vartry
- Barrow, lângă Waterford, Irlanda
  - Tar
- Suir, lângă Waterford, Irlanda
- Nore, la New Ross
- Blackwater, la Youghal
  - Awbeg
  - Dalua
  - Bride
- Lee
- Bandon
- Roughty, la Kenmare
- Laune
- Carrowbeg
- Shannon, lângă Limerick
  - Deel
  - Maigue
  - Brosna, la Shannon Harbour
  - Inny
  - Suck, lângă Ballinasloe
- Fergus
- Clare
- Corrib
- Doonbeg
- Moy
- Garavogue
- Erne, la Ballyshannon
  - Annalee
- Eske
- Feale
- Gweebarra
- Swilly, la Letterkenny

### Marea Norvegiei
În Norvegia
- Altaelva (în Altafjord, la Alta în vestul comitatului Finnmark)
- Reisaelva (la Nordreisa, Troms)
- Målselva (în fiordul Malangen la Målselv, Troms)
- Ranelva (la Rana, Nordland)
- Vefsna (la Mosjøen, Nordland)
- Namsen (în Namsenfjord, la Namsos, Nord-Trøndelag)
- Orkla (în Trondheimsfjord la Orkanger, Trøndelag)
- Gaula (la Trondheim, Sør-Trøndelag)
- Nidelva (în Trondheimsfjord la Trondheim, Sør-Trøndelag)
- Rauma (la Åndalsnes, Møre og Romsdal)
- Lærdalselvi (în Sognefjord la Lærdal, Sogn og Fjordane)

### Marea Nordului(coastele nordice)
În Norvegia
- Otra, la Kristiansand, Vest-Agder
- Nidelva, la Arendal, Aust-Agder
- Numedalslågen, la Larvik, în Vestfold
- Begna, la Buskerud
- Dramselva, în Oslofjord la Drammen, Buskerud
- Glomma, în Oslofjord la Fredrikstad
  - Vorma, la Årnes
  - Renaelva, la Rena

În Suedia
- Göta, în Kattegat la Göteborg - Norvegia, Suedia
- Ätran, în Kattegat la Falkenberg
- Nissan, în Kattegat la Halmstad

În Danemarca
- Gudenå, în Kattegat lângă Randers
- Skjern Å, lângă Skjern

### Marea Baltică
În Suedia
- Motala, la Norrköping
- Dal, lângă Gävle
  - Västerdalälven, la Djurås
  - Österdalälven, la Djurås
- Ume, la Umeå
- Skellefte, la Skelleftå
- Pite, la Piteå
- Lule, la Luleå
- Torne/Torne älv/Tornionjoki, la Tornio - Suedia, Finlanda
  - Tengeliön, la Aavasaksa - Finlanda
  - Muonion, lângă Pajala - Finlanda, Suedia
    - Könkämäeno, lângă Kaaresuvanto - Finlanda, Suedia
    - Lätäseno, lângă Kaaresuvanto - Finlanda

  - Lainoälven, lângă Junosuando - Suedia

În Finlanda
- Kemijoki, la Kemi
  - Ounas, la Rovaniemi
    - Käkkälö, lângă Hetta

  - Kitinen, lângă Pelkosenniemi
    - Luiro, lângă Pelkosenniemi
- Iijoki, la Ii
- Oulu, la Oulu
- Kala, la Kalajoki
- Kyrön, lângă Vaasa
- Kokemäen, la Pori
- Aura, la Turku
- Kymi, la Kotka și lângă Ruotsinpyhtää

În Rusia
- Neva, la Sankt Petersburg
  - Ohta, la Sankt Petersburg
  - Ijora, la Ust-Ijora
  - Tosna, la Otradnoie
  - Lacul Ladoga, la Shlisselburg
    - Volhov, lângă Volkhov
    - Sias, la Siasstroi
    - Vuoksi, la Taipale și Priozersk
    - Svir, lângă Lodeynoye Pole
- Luga, la Ust-Luga
  - Oredej, lângă Ust-Luga

În Estonia
- Râul Narva, lângă Narva - Estonia, Rusia
- Pärnu, la Pärnu

În Letonia
- Gauja, lângă Riga - Letonia, Estonia
- Daugava/Zahodniaja Dzvina/Zapadnaya Dvina/Dvina de Vest, lângă Riga - Letonia, Belarus, Rusia
  - Polota, la Polatsk)
- Lielupe, lângă Jūrmala
- Venta, la Ventspils - Letonia, Lituania

În Lituania
- Šventoji, la Šventoji
- Danė, la Klaipėda
- Neman/Nemunas/Nioman/Memel, lângă Šilutė - Belarus, Lithuania, Rusia
  - Minija, lângă Capul Ventė
  - Jūra, lângă Neman
    - Šešuvis, lângă Tauragė

  - Šešuvis, lângă Neman
  - Mituva, lângă Jurbarkas
  - Dubysa , lângă Seredžius
  - Nevėžis , lângă Raudondvaris
    - Šušvė, lângă Josvainiai

  - Neris, la Kaunas
    - Vilnia, la Vilnius
    - Žeimena, lângă Pabradė

  - Merkys , lângă Merkinė
    - Ūla , lângă Perloja
    - Šalčia, lângă Valkininkai

  - Kotra

În Rusia (Regiunea Kaliningrad)
- Pregolia/Pregel, lângă Kaliningrad
  - Łyna/Lava, la Znamensk
  - Instruch/Inster, la Cerniahovsk
  - Angrapa, la Cerniahovsk
    - Pissa, lângă Cerniahovsk
    - Krasnaia, la Gusev

În Polonia
- Pasłęka, lângă Braniewo
- Nogat, lângă Elbląg
  - braț al fluviului Vistula, lângă Malbork
- Vistula/Wisła, lângă Gdańsk
  - Wda, la Chełmno
  - Brda, la Bydgoszcz
  - Drwęca, lângă Toruń
  - Bzura, la Wyszogród
  - Narew, la Nowy Dwór Mazowiecki
    - Wkra, lângă Nowy Dwór Mazowiecki
    - Bugul de Vest/Buh, lângă Serock
    - Biebrza, lângă Wizna

  - Pilica, lângă Warka
  - Kurówka, lângă Puławy
  - Wieprz, la Dęblin
  - San, lângă Sandomierz
    - Wisłok, la Tryńcza

  - Wisłoka, la Gawłuszowice
  - Nida, la Nowy Korczyn
  - Dunajec, la Opatowiec
    - Poprad, lângă Nowy Sącz
- Łeba, lângă Łeba
- Słupia, la Ustka
- Wieprza, la Darłowo
- Parsęta, la Kołobrzeg
- Rega, lângă Trzebiatów
- Dziwna, la Dziwnow
  - braț al fluviului Odra prin Laguna Odrei
- Odra/Oder (brațul principal Świna), la Świnoujście - Germania, Polonia, Cehia
  - Ina/Ihna, lângă Szczecin
  - Warta/Warthe, la Kostrzyn nad Odrą
    - Noteć, la Santok
    - Obra, la Skwierzyna
    - Prosna, lângă Pyzdry

  - Neisse Lusatiană/Nysa Łużycka, la Kosarzyn
  - Bóbr, la Krosno Odrzańskie
  - Barycz, lângă Głogów
  - Nysa Kłodzka, lângă Brzeg
  - Mała Panew, lângă Opole
  - Opava, la Ostrava

În Germania
- Peene, la Peenemünde
  - Tollense, la Demmin
  - braț al fluviului Odra prin Laguna Odrei
- Recknitz, la Ribnitz-Damgarten
- Warnow, la Warnemünde
- Trave, la Lübeck-Travemünde

### Marea Nordului(coastele sudice)
În Germania
- Eider, la Tönning
- Elba /Elbe/Labe, lângă Cuxhaven - Cehia, Germania
  - Oste, lângă Otterndorf
  - Stör, lângă Glückstadt
  - Alster, la Hamburg
  - Ilmenau, lângă Winsen
  - Löcknitz , lângă Dömitz
    - Elde, lângă Lenzen

  - Aland, la Schnackenburg
  - Stepenitz, la Wittenberge
  - Havel, lângă Havelberg
    - Dosse, lângă Kuhlhausen
    - Rhin, lângă Warnau
    - Spree, la Berlin-Spandau

  - Tanger, lângă Tangermünde
  - Ohre, lângă Burg
  - Saale, la Barby
    - Bode, la Nienburg (Saale)
    - Elster Alb, lângă Halle (Saale)
    - Unstrut, lângă Naumburg
    - Ilm, la Großheringen

  - Mulde, la Dessau
    - Zwickauer Mulde, lângă Colditz
    - Freiberger Mulde, lângă Colditz

  - Elster Negru, lângă Wittenberg
  - Wesenitz, la Pirna
  - Bilina, la Ústí nad Labem
  - Ohře, la Litoměřice
  - Vltava, la Mělník
    - Berounka, lângă Praga
    - Lužnice, la Týn nad Vltavou

  - Jizera , lângă Čelákovice
  - Cidlina, lângă Poděbrady
- Weser , lângă Bremerhaven
  - Hunte, la Elsfleth
  - Lesum, la Bremen-Vegesack
    - Hamme, la Ritterhude
    - Wümme, la Ritterhude

  - Aller , lângă Verden (Aller)
    - Leine, lângă Schwarmstedt
    - Fuhse, la Celle
    - Oker, la Meinersen

  - Werre, la Bad Oeynhausen
  - Diemel, la Bad Karlshafen
  - Fulda, la Hannoversch Münden
    - Eder, la Edermünde

  - Werra, la Hannoversch Münden
- Ems , lângă Delfzijl - Germania, Olanda
  - Hase, la Meppen

În Olanda
- Zwarte Water, în IJsselmeer lângă Genemuiden
  - Vecht/Vechte, lângă Zwolle
    - Regge, lângă Ommen
    - Dinkel, la Neuenhaus
- Ijssel, în Ijsselmeer lângă Kampen
  - Berkel, la Zutphen
  - Oude IJssel, la Doesburg
  - braț al Rinului, lângă Pannerden
- Rin/Rhein (brațul principal) la Hoek van Holland - Elveția, Liechtenstein, Austria, Germania, Franța, Belgia, Olanda
  - Linge, la Gorinchem
  - Lippe, la Wesel
  - Emscher, lângă Dinslaken
  - Ruhr, la Duisburg
    - Lenne, lângă Hagen

  - Düssel, la Düsseldorf
  - Erft, la Neuss
  - Wupper, la Leverkusen
  - Sieg, la Bonn
  - Ahr, lângă Sinzig
  - Wied, la Neuwied
  - Mosel/Moselle, la Koblenz - Franța, Luxemburg, Germania
    - Kyll, lângă Trier-Ehrang
    - Ruwer, lângă Trier-Ruwer
    - Saar/Sarre, lângă Konz - Franța, Germania
    - Sauer, la Wasserbillig
    - Seille, la Metz
    - Meurthe, la Frouard - Franța
    - Madon, la Neuves-Maisons
    - Vologne, lângă Éloyes
    - Moselotte, la Remiremont

  - Lahn, la Lahnstein
    - Ohm, la Cölbe

  - Nahe, la Bingen
  - Main, la Mainz
    - Nidda, la Frankfurt-Höchst
    - Kinzig, la Hanau
    - Tauber, la Wertheim am Main
    - Saale Franconiană, la Gemünden
    - Regnitz, la Bamberg

  - Neckar, la Mannheim
    - Jagst, lângă Bad Friedrichshall
    - Kocher, la Bad Friedrichshall
    - Enz, la Besigheim
    - Fils, la Plochingen

  - Lauter, la Lauterbourg
  - Murg, lângă Rastatt
  - Ill, lângă Strasbourg
  - Kinzig, lângă Kehl
  - Elz , lângă Lahr
  - Wiese, la Basel
  - Aare, la Koblenz
    - Limmat, la Brugg
    - Reuss, la Brugg
    - Emme, lângă Solothurn
    - Saane/Sarine, lângă Berna

  - Thur , lângă Schaffhausen
  - Ill, lângă Feldkirch)
  - Vorderrhein, lângă Chur
  - Hinterrhein, lângă Chur
- Meuse/Maas (brațul principal), lângă Hellevoetsluis - Franța, Belgia, Olanda
  - Dieze, lângă 's-Hertogenbosch
    - Aa, la 's-Hertogenbosch
    - Dommel, la 's-Hertogenbosch

  - Niers, la Gennep
  - Swalm, la Swalmen
  - Rur/Roer, la Roermond
    - Wurm, lângă Heinsberg
    - Inde, la Jülich

  - Geul, lângă Meerssen
  - Jeker/Geer, la Maastricht
  - Ourthe, la Liège
    - Vesdre, lângă Liège
    - Amblève, la Comblain-au-Pont

  - Sambre, la Namur
  - Lesse, la Dinant-Anseremme
  - Viroin, la Vireux-Molhain
  - Semois/Semoy, la Monthermé
  - Bar , lângă Dom-le-Mesnil
  - Chiers, la Bazeilles
- Escaut/Schelde/Scheldt, lângă Vlissingen - Franța, Belgia, Olanda
  - Rupel, la Rupelmonde
    - Nete, la Rumst
    - Dijle, la Rumst

  - Durme, la Temse
  - Dender, la Dendermonde
    - Mark, lângă Lessines

  - Leie, la Gent
    - Deûle, la Deûlémont

  - Scarpe, la Mortagne-du-Nord
  - Haine, la Condé-sur-l'Escaut

În Belgia
- Yser, la Nieuwpoort - Franța, Belgia

În Franța
- Aa, la Gravelines

### Canalul Mânecii(coasta sudică)
În această secțiune fluviile sunt indicate de la est (Calais) la vest (Brest).
În Franța:
- Authie, lângă Berck
- Somme, lângă Abbeville
- Sena, la Le Havre
  - Risle, la Berville-sur-Mer
  - Eure, la Pont-de-l'Arche
    - Iton, lângă Louviers

  - Epte , lângă Vernon
  - Oise, la Conflans-Sainte-Honorine
    - Aisne, la Compiègne

  - Marna, la Ivry-sur-Seine
    - Grand Morin, lângă Meaux
    - Saulx, la Vitry-le-François

  - Loing, lângă Moret-sur-Loing
  - Yonne, la Montereau-Fault-Yonne
    - Armançon, la Migennes
    - Cure , lângă Vermenton

  - Aube , lângă Romilly-sur-Seine
- Touques, la Deauville
- Dives, la Cabourg
- Orne, la Ouistreham
  - Odon, la Caen
- Vire, la Isigny-sur-Mer
- Rance, la Saint-Malo

### Coastele atlantice aleFranței,SpanieișiPortugaliei
Râurile din această secțiune sunt indicate de la nord (Brest) la sud (Tarifa).
În Franța:
- Aulne, lângă Brest
- Odet, lângă Quimper
- Blavet, la Lorient
- Vilaine, la Pénestin
  - Oust, la Redon
- Loara, la Saint-Nazaire
  - Sèvre Nantaise, la Nantes
  - Erdre, la Nantes
  - Maine, lângă Angers
    - Mayenne, lângă Angers
    - Sarthe, lângă Angers

  - Vienne, la Candes-Saint-Martin
    - Creuse, la nord de Châtellerault
    - Râul Clain, la Châtellerault

  - Indre, la est de Candes-Saint-Martin
  - Cher, la Villandry
    - Sauldre, la Selles-sur-Cher
    - Arnon, lângă Vierzon

  - Beuvron, la Chaumont-sur-Loire
  - Loiret, la Orléans
  - Allier, lângă Nevers
    - Sioule, lângă Saint-Pourçain-sur-Sioule
    - Dore, lângă Puy-Guillaume

  - Besbre, lângă Dompierre-sur-Besbre
  - Arroux, la Digoin
- Sèvre Niortaise, la nord de La Rochelle
  - Vendée, la Marans
- Charente, lângă Rochefort
  - Antenne, lângă Cognac
  - Né, lângă Merpins
  - Coran, lângă Dompierre
  - Seugne, la Port-Chauveau
  - Boutonne, la Carillon
  - Gère, lângă Rochefort
- Garonne (în estuarul Gironde, lângă Bordeaux
  - Dordogne, lângă Bordeaux
    - Isle, la Libourne
    - Vézère, lângă Le Bugue
    - Cère, lângă Bretenoux

  - Lot, lângă Aiguillon
    - Truyère, la Entraygues-sur-Truyère

  - Baïse, lângă Aiguillon
  - Gers, lângă Agen
  - Tarn, lângă Castelsarassin
    - Aveyron, lângă Montauban
    - Agout, la Saint-Sulpice

  - Gimone, lângă Castelsarassin
  - Save, la Grenade
  - Ariège, la Toulouse
    - Hers-Vif, la Cintegabelle
- Adour, la Bayonne
  - Gave de Pau, lângă Peyrehorade
  - Gave d'Oloron, la Peyrehorade

În Spania:
- Nervión, lângă Bilbao
- Minho/Miño, lângă Caminha - Portugalia, Spania
  - Sil, lângă Ourense

În Portugalia:
- Duero/Douro, la Porto - Portugalia, Spania
  - Tâmega, lângă Penafiel
  - Pisuerga, lângă Valladolid
- Mondego, la Figueira da Foz
- Tago, lângă Lisabona - Portugalia, Spania
  - Zêzere, la Constância
  - Alagón, lângă Alcántara
  - Jarama, la Aranjuez
    - Manzanares, lângă Madrid
- Sado, la Setúbal

În Spania:
- Guadiana, lângă Ayamonte - Spania, Portugalia
  - Záncara, lângă Alcázar de San Juan
- Tinto, la Huelva
- Guadalquivir, la Sanlúcar de Barrameda

### Marea Mediterană

#### Mediterana de vest (inclusivMarea LiguricășiMarea Tireniană)
Fluviile din această secțiune sunt indicate de la vest la est
În Spania:
- Segura, la Guardamar del Segura
  - Guadalentin, lângă Murcia
  - Mula, la Molina de Segura
  - Benamor, la Calasparra
  - Mundo, lângă Hellín
- Júcar/Xúquer, la Cullera
- Turia, la Valencia
- Ebro/Ebre, lângă Tortosa
  - Segre, la Mequinenza
    - Rio Cinca, lângă Mequinenza
    - Noguera Ribargorzana, lângă Lleida
    - Noguera Pallaresa, lângă Balaguer
    - Valira, la La Seu d'Urgell

  - Aragón, lângă Tudela
- Francolí, lângă Tarragona
- Gaià , lângă Tarragona
- Foix, lângă Vilanova i la Geltrú
- Llobregat, între Barcelona și El Prat de Llobregat
- Besòs, la Sant Adrià del Besòs
- Tordera, la Blanes
- Ter, la l'Estartit
- Fluvià, lângă l'Escala

În Franța:
- Têt, lângă Perpignan
- Aude, lângă Narbonne
- Orb, la Valras-Plage
- Hérault, lângă Agde
- Ron, la Port-Saint-Louis-du-Rhône - Elveția, Franța
  - Gardon, la Beaucaire
  - Durance, la Avignon
    - Verdon, la Saint-Paul-lès-Durance

  - Ardèche, la Pont-Saint-Esprit
  - Drôme, la Loriol-sur-Drôme
  - Isère, lângă Valence
    - Drac, la Grenoble
    - Arc, lângă Albertville

  - Saône, la Lyon
    - Doubs, la Verdun-sur-le-Doubs
    - Ognon, la Pontailler-sur-Saône

  - Ain , lângă Pont-de-Chéruy
  - Arve, la Geneva
- Argens, la Fréjus
- Var , lângă Nisa

În Italia:
- Arno, lângă Pisa
- Ombrone, lângă Grosseto
- Tibru/Tevere, la Ostia
  - Aniene, la Roma
  - Nera, lângă Orte
- Volturno, la Castel Volturno

#### Marea Adriatică
În această secțiune, fluviile sunt indicate în sens antiorar, de la Otranto, (Italia) la Vlorë (Albania).
În Italia:
- Ofanto, lângă Barletta
- Trigno, lângă Vasto
- Sangro, lângă Ortona
- Tronto, lângă San Benedetto del Tronto
- Aso, la Pedaso
- Chienti, lângă Civitanova Marche
- Potenza, la Porto Recanati
- Metauro, la Fano
- Marecchia, lângă Rimini
- Rubicon, lângă Cesenatico
- Savio, lângă Cesena
- Montone , lângă Forli
- Reno , lângă Comacchio
  - Senio, lângă Faenza
- Pad, lângă Porto Tolle
  - Panaro, lângă Ferrara
  - Secchia, lângă Mantova
  - Mincio, lângă Mantova
  - Oglio, lângă Mantova
    - Chiese, lângă Asola

  - Taro, la nord de Parma
  - Adda, la Cremona
  - Trebbia, la Piacenza
  - Ticino, la Pavia
  - Tanaro, lângă Alessandria
    - Stura di Demonte, lângă Bra

  - Sesia, lângă Casale Monferrato
  - Dora Baltea, la Crescentino
  - Orco, la Chivasso
  - Dora Riparia, la Torino
- Adige, la sud de Chioggia
  - Isarco/Eisack, lângă Bolzano
- Bacchiglione, lângă Chioggia
- Brenta, lângă Chioggia
- Piave, la nord-est de Veneția
- Isonzo/Soča, lângă Monfalcone - Slovenia, Italia

În Croația:
- Zrmanja, lângă Obrovac
- Krka, lângă Šibenik
  - Čikola
- Cetina, la Omiš
- Neretva, lângă Ploče - Bosnia-Herțegovina, Croația
  - Rama
  - Krupa

În Muntenegru:
- Bojana/Bunë, lângă Ulcinj) - Albania, Muntenegru

În Albania:
- Drin, la Lezhë
  - Drini i Bardhë/Beli Drim, la Kukës
  - Drini i Zi/Crni Drim, la Kukës
- Mat, lângă Laç
- Shkumbin, lângă Lushnjë
- Seman, lângă Fieri
  - Devoll, lângă Kuçovë
- Vjosë/Aoos , lângă Vlorë - Grecia, Albania

#### Marea Ionică
Coasta de vest (în Italia):
Fluviile din această secțiune sunt indicate de la sud-vest la nord-est. 
- Sinni, lângă Policoro
- Agri, la Policoro
- Basento, la Metaponto

Coasta de est (în Grecia)
Fluviile din această secțiune sunt indicate de la nord-vest spre sud-est.
- Acheloos, lângă Aitoliko
- Pineiós, lângă Gastouni
- Alfeiós, lângă Pyrgos

#### Marea Egee
Fluviile din această secțiune sunt indicate de la vest (Capul Malea) la est (Istanbul).
În Grecia: 
- Spercheiós, lângă Lamía
- Pineiós, lângă Larissa
- Aliákmon, lângă Salonic
- Vardar/Axiós lângă Salonic - Macedonia, Grecia
- Struma/Strimónas, la Amphipolis – Bulgaria, Grecia
- Mesta/Néstos, lângă Thasos

În Turcia: 
- Marița/Évros/Meriç, lângă Alexandroupoli - Bulgaria, Grecia, Turcia, 
  - Tungea/Tundja, la Edirne
  - Arda, lângă Edirne

### Marea Neagră, inclusivMarea Azov
Fluviile din această secțiune sunt indicate în sens antiorar.
În România & R. Moldova
- Dunărea/Donau/Dunav/Duna/Dunaj, prin Delta Dunării, la Sulina – (Germania, Austria, Slovacia, Ungaria, Croația, Serbia, România, Bulgaria, Ucraina). Dunărea la Ulm
  - Prut, lângă Reni
    - Jijia, la Gorban
    - Bașeu
    - Ceremuș

  - Siret, lângă Galați
    - Buzău, la Șendreni
    - Putna
    - Trotuș, la Adjud
    - Bârlad, la Liești
    - Bistrița, lângă Bacău
    - Moldova, lângă Roman
    - Suceava, la Liteni

  - Ialomița, la Hârșova
    - Prahova, lângă Adâncata

  - Argeș, la Oltenița
    - Dâmbovița, la Budești
    - Neajlov, lângă Călugăreni

  - Olt, la Islaz
    - Olteț, la Cioroiu
    - Bistrița, la Băbeni
    - Lotru, la Brezoi
    - Cibin, la Tălmaciu

  - Jiu, la Bechet
    - Motru, lângă Filiași
    - Bistrița
    - Sadu, la Bumbești-Jiu
    - Gilort, la Țânțăreni

  - Tisa/Tisza/Theiß [1], lângă Titel
    - Mureș/Maros, la Szeged
    - Criș/Körös, lângă Csongrád
    - Zagyva, la Szolnok
    - Sajó/Slaná, la Tiszaújváros
    - Bodrog, la Tokaj

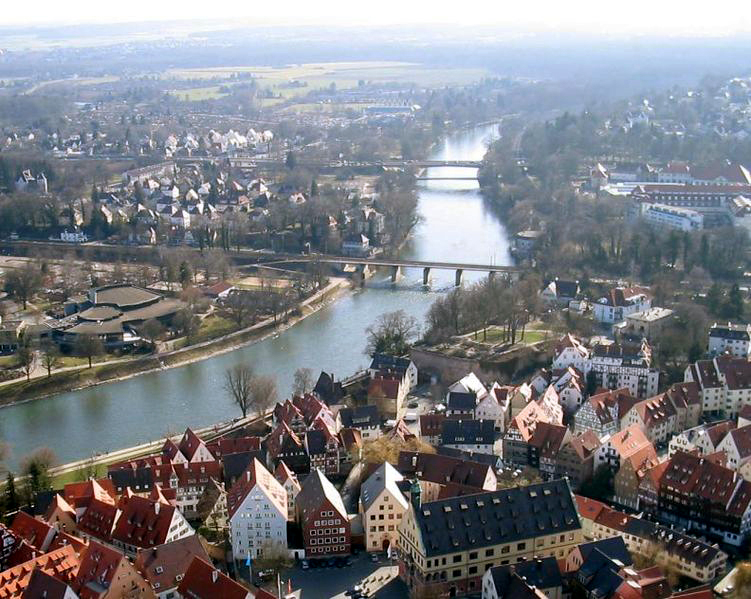
Dunărea la Ulm

    - Crasna/Kraszna, la Vásárosnamény
    - Râul Someș/Szamos, lângă Vásárosnamény

  - Dezna

În Bulgaria
- Rusenski Lom, la Ruse
- Vedea, lângă Giurgiu
- Iantra, lângă Sviștov
- Osam, lângă Nikopol
- Vit, lângă Somovit
- Iskar, lângă Gigen
- Ogosta, lângă Oreahovo
- Lom, la Lom
- Timoc, lângă Bregovo
- Pek, la Veliko Gradište
- Nera [2], lângă Stara Palanka
- Caraș [2], lângă Stara Palanka
- Morava, lângă Smederevo
- Timiș/Temes/Tamiš [2], la Pančevo
- Sava, la Belgrad
  - Bosut, lângă Ravnje
  - Drina, lângă Bijeljina
  - Bosna, la Bosanski Šamac
  - Vrbas, la Srbac
  - Una, la Jasenovac
  - Sunja, la Puska
  - Kupa, la Sisak
  - Sutla, la Brdovec
- Drava, lângă Osijek
  - Vučica, lângă Petrijevci
  - Karašica, lângă Belišće
  - Komarnica, lângă Novo Virje
  - Râul Mur/Mura, lângă Legrad
  - Bednja, lângă Mali Bukovec
  - Plitvica, lângă Veliki Bukovec
  - Gurk, lângă Völkermarkt
  - Gail, la Villach
- Sió, lângă Szekszárd
- Ipe, la Szob
- Hron, lângă Esztergom
- Váh, la Komárno
  - Nitra, lângă Komárno
  - Orava, la Kralovany
- Rába/Raab, lângă Győr
- Leitha, lângă Mosonmagyaróvár
- Morava, la Bratislava-Devin
  - Thaya/Dyje , lângă Hohenau
  - Bečva, lângă Přerov
- Wien, la Viena
- Kamp, la Grafenwörth
- Ybbs, la Ybbs an der Donau
- Enns, la Enns
- Traun, la Linz
- Inn, la Passau
  - Rott, la Schärding
  - Salzach, la Haiming
  - Ziller, la Münster
- Vils, la Vilshofen
- Isar, lângă Deggendorf
  - Amper/Ammer, lângă Moosburg
  - Loisach, la Wolfratshausen
- Große Laaber, lângă Straubing
- Regen, la Regensburg
- Naab, lângă Regensburg
  - Vils, la Kallmünz
- Altmühl, la Kelheim
- Abens, lângă Neustadt an der Donau
- Paar, lângă Vohburg
- Lech, lângă Donauwörth
  - Wertach, la Augsburg
- Wörnitz, la Donauwörth
- Iller, la Ulm

În Ucraina
- Nistru/Dnister/Dniestr, lângă Bilgorod-Dnistrovski – împărțit între Ucraina & R. Moldova
  - Botna, lângă Tighina
  - Bâc, la Gura Bâcului
  - Ichel, la Coșernița
  - Răut, lângă Dubăsari
  - Zbruci, lângă Hotin
  - Bistrița, lângă Ivano-Frankivsk
- Bugul de Sud, lângă Mikolaiv
  - Ingul/Inhul, la Mikolaiv
    - Hromoklia
    - Berezivka

  - Mertvovid
  - Siniuha
    - Iarman
    - Tikich
    - Veliki Vis

  - Codâma
  - Dohna
  - Sob
  - Râul Riv
  - Jar
  - Ikwa
  - Bojok
  - Vovk
  - Savranka
  - Snyvoda
- Nipru/Dniepr, lângă Cherson - Rusia, Belarus, Ucraina
  - Inguleț, lângă Cherson
    - Vysun
    - Saksahan

  - Bazavluk, lângă Ordjonikidze
    - Kamianka
    - Solona

  - Bilozerka, lângă Nikopol
  - Konka , lângă Zaporojia
  - Samara, lângă Dnipropetrovsk
    - Kilchen
    - Vovocha
    - Ternivka
    - Buk

  - Vorskla, lângă Verhnodniprovsk
    - Tahamlik
    - Kolomak
    - Merlo
    - Vorsklița

  - Psel, la Kremenciuk
    - Hovtva
    - Horol
    - Hrun-Tașan
    - Hrun
    - Subja

  - Sula, lângă Kremenciuk
    - Orșița
    - Slinorid
    - Udai
    - Romen
    - Tern

  - Tiasmin, lângă Chihirin
  - Supii, lângă Cherkasy
  - Ros, lângă Kaniv
    - Rosava
    - Kamianka
    - Rostavița

  - Trubij, la Pereiaslav-Hmelnitski
  - Stuhna, lângă Kiev
  - Dezna/Desna, la Kiev
    - Oster, lângă Oster
    - Snov
    - Ubid
    - Seim, la Sosniția
    - Sudost, la nord de Novgorod-Severski
    - Ret
    - Ivotky
    - Snobivka

  - Irpin, lângă Kiev
  - Teteriv, lângă Cernobîl
  - Pripeat, lângă Cernobîl
  - Brahinka
  - Soș, la Loev/Loeu, Belarus
  - Inut
  - Berezina, lângă Reșița, Belarus
    - Śvisłač, lângă Asipovich, Belarus

  - Druć, la Rogacev, Belarus
- Salhir, lângă Simferopol, în Lacul Sivaș, Crimeea

În Rusia
- Mius, lângă Taganrog - Rusia, Ucraina
- Don, lângă Azov
  - Manîș, lângă Rostov-pe-Don
  - Sal, la Semikarakorsk
  - Doneț, lângă Semikarakorsk - Rusia, Ucraina
  - Voronej, lângă Voronej
- Kuban, lângă Temriuk
  - Laba, la Ust-Labinsk, afluent al râului Kuban

## Marea Caspică
- Kuma
- Terek
- Ural
- Volga
  - Kama
    - Viiatka

  - Oka
    - Moscova